# L96A1
Le L96A1, suivant la norme de l'armée britannique, est un fusil de précision de marque Accuracy International.

## Histoire
Actuellement utilisé par les forces armées du Royaume-Uni, le L96A1 a été conçu pour remplacer le L42A1 (en) Lee-Enfield, trop vieux pour l'époque. Finalement, c'est en 1986 qu'est sorti le L96A1. Ce fut le premier fusil développé dans le but unique de faire du tir de précision[réf. nécessaire].

## Caractéristiques
La portée pratique du L96A1 est de 1 100 mètres.
Doté d'un système anti-givrage, les tireurs isolés britanniques peuvent agir en Arctique avec cette arme sous des températures minimales de −40°.
Doté d'un chargeur amovible de 10 coups, chaque fusil vient avec une lunette de précision (grossissement x6) de la firme Schmidt & Bender (en).

## Utilisateurs
- Forces armées britanniques
- Forces armées lettones
- Police royale malaisienne
- Forces armées belges
- Forces armées royales marocaines

## Dans la culture populaire
Le L96 est présent dans les jeux vidéo suivants :
- série Battlefield  :
  - Battlefield 2 : Euro Force
  - Battlefield 3: Back to Karkand
  - Battlefield 4
  - Battlefield Play4Free (disponible avec la classe Éclaireur)
- série Call of Duty :
  - Call of Duty: Black Ops
  - Call of Duty: Modern Warfare 3
  - Call of Duty: Black Ops Cold War
  - "Call of Duty: Infinite Warfare" (TF-141, faisant référence à la Mobile Task Force 141 des séries Modern Warfare)
- Combat Arms
- série Counter Strike (« AWP » ou Magnum Sniper)
- série "Fortnite"